# المحكمة الإفريقية لحقوق الإنسان والشعوب

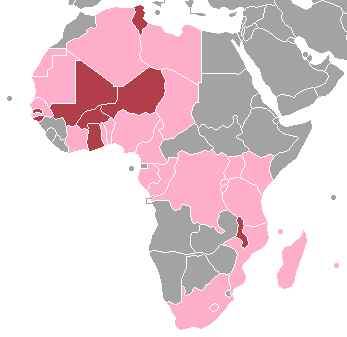
أعضاء المحكمة الأفريقية لحقوق الإنسان والشعوب

المحكمة الإفريقية لحقوق الإنسان والشعوب (بالإنجليزية:African Court on Human and Peoples' Rights) هي محكمة قارية أسستها الدول الإفريقية لضمان حماية حقوق الإنسان والشعوب في إفريقيا. المحكمة تعزز وظائف اللجنة الإفريقية لحقوق الإنسان والشعوب.